# Only Five Years Old
Pour plus de détails, voir Fiche technique et Distribution.
Only Five Years Old est un film muet américain réalisé par Lem B. Parker et sorti en 1913.

## Fiche technique
- Titre : Only Five Years Old
- Réalisation : Lem B. Parker
- Scénario : Maie B. Havey
- Producteur :  William Selig
- Société de production : Selig Polyscope Company
- Société de distribution : General Film Company
- Pays d'origine :  États-Unis
- Langue : Anglais
- Format : Noir et blanc — 35 mm — 1,33:1 — Muet
- Genre : Film dramatique
- Durée : 8 minutes
- Dates de sortie : 
  -  États-Unis : 10 octobre 1913

## Distribution
- Baby Lillian Wade : Little Agnes
- Eugenie Besserer : Prue
- Camille Astor : Amanda
- Louise Dunlap : Priscilla
- Mardu Farrell : la matrone